# Jim Phillips (Illustrator)
Jim Phillips (* 1944 in San José (Kalifornien)) ist ein amerikanischer Grafiker und Illustrator, bekannt für seine Skateboard- und Surf-Grafiken. Eines seiner vielleicht verbreitetsten Motive ist die „Screaming Hand“ für Santa Cruz (Unternehmen).

## Leben
Erstmal wurde eine Illustration von Phillips im Frühling 1962 in einer Ausgabe des Surfer Quarterly gedruckt. Er gewann dafür den „surf car cartoon“-Wettbewerb des Magazins.
Phillips entwarf 1975 den Santa-Cruz-Schriftzug, der noch heute in Gebrauch ist.
1977 gestaltete Phillips das OJ-Wheels-Logo, um kurz darauf 1979 das Malterserkreuz-Logo der Independent Truck Company zu entwickeln.
Er prägte mit seinen zahllosen Illustrationen und Grafiken, u. a. den Entwürfen für die Decks von Claus Grabke, Jeff Grosso, Jason Jessee oder dem Design für die Speed Wheels von Santa Cruz, ganze Skateboard-Generationen, T-Shirts, Aufkleber und bekannte Logos.
2017 wurde Phillips der Skateboarding Hall of Fame and Icon Awards verliehen.
Seither lebt er in Santa Cruz (Kalifornien).

## Bücher
- 2003: Surf, Skate & Rock Art of Jim Phillips[8]
- 2006: ROCK POSTERS (Schiffer Publishing Ltd)[9]
- 2007: SKATEBOARD ART OF JIM PHILLIPS (Schiffer Publishing Ltd)[10]